# Wronzoff
Wronzoff är en seriefigur och skurk i Tintin-albumet Den svarta ön av Hergé. Wronzoff är flintskallig, har stort svart skägg och bär glasögon.
Wronzoff var ledare för falskmyntarsyndikatet som höll till på Svarta ön där han har en stor gorilla vid namn Ranko som drev skräck i fiskare ute på havet. I början av äventyret på en tågresa lurar Wronzoff Dupondtarna och säger att Tintin stulit hans plånbok och överfallit honom. Fällan gillrades medan Tintin sov då Wronzoffs kumpan lagt skurkens plånbok och en batong i Tintins ficka. Dupondtarna griper Tintin som lyckas smita och tar sig till England med färja.
När Tintin körs iväg från båten i en taxi överfaller Wronzoff och hans kumpan Tintin. Taxichauffören läggs på vägen medvetslös samtidigt som Wronzoff och hans kumpan för Tintin till en hög klippa och vill tvinga honom att hoppa ner och krossas. Men tack vare Milou och en getabock klarar sig Tintin undan skurkarna som genast flyr.
Nästa gång Tintin och Wronzoff möts är då på Svarta ön då Wronzoff även har den jättelika gorillan Ranko som han hetsar mot Tintin. Skurken har även sina hejdukar och kompanjonen doktor Müller till hjälp. Men Milou lyckas skrämma Ranko och Tintin kan kontakta polisen. Wronzoff och hans falskmyntarsyndikat arresteras.